# ベンゾジアゼピンの長期的影響
長期的なベンゾジアゼピン系使用による影響（ちょうきてきなベンゾジアゼピンけいしようによるえいきょう）には、ベンゾジアゼピン系の薬物依存症、や、認知機能、身体的健康、精神的健康における薬物有害反応が挙げられる。ベンゾジアゼピン系の長期間の使用には重大な危険性を伴う。しかし、すべての人が、長期的な使用に伴う問題を経験するものでもない。ベンゾジアゼピンによる治療にだけ反応する不安やパニック症状が存在するため、ベンゾジアゼピン系の離脱（断薬）や減量によって、不安症状を軽減させることができるという証拠が存在する。ベンゾジアゼピンへの依存に関連する副作用には、抑うつ・インフルエンザ様症状などであるが、これまでごく少数の人々にのみ生じるとされていた。ベンゾジアゼピンの長期使用によって身体的・精神的症状を悪化させるため、多くの長期使用者にはゆっくりベンゾジアゼピンから離脱することが推奨される。
ベンゾジアゼピンの長期的な使用の結果生じる可能性がある症状には、感情の曇り、吐き気、頭痛、めまい、易刺激性、無気力、睡眠の問題、記憶障害、パーソナリティ変化、攻撃性、抑うつ、広場恐怖症、社会的能力の低下などがある。他の化合物や医薬品のように突然この医薬品の使用を中止すべきではなく、この医薬品は医学的監督下でやめていく必要がある。ベンゾジアゼピンは短期間の使用では非常に効果的だが、長期使用に伴って一部の人に起こる副作用には、認知能力障害、記憶の問題、気分の変動、他の薬との併用による過剰摂取などがあり、それは危険性/利益の比率を赤字にする可能性がある。さらに、ベンゾジアゼピンは一部の人で強化因子的な特性を有するため、特に「薬物探索」行動がある個人には嗜癖性薬物となる懸念があり、さらに身体的依存が使用の数週間から数ヵ月後に形成される。ベンゾジアゼピンの長期使用による、このような有害作用の多くは、離脱後3〜6ヶ月で改善を示しはじめる。
ベンゾジアゼピンの長期使用に関する別の懸念は、一部の人で、服用量増大、乱用、薬物耐性、依存症、離脱症候群となることである。生理的な耐性と依存の両方は、ベンゾジアゼピンによる副作用を悪化させる。いくつかの研究では、長期服用と死亡リスクの増加の関連が示されているが、他の研究では関連が見いだされていない。長期服用のリスクに関する更なる研究が待たれる。
ベンゾジアゼピンの長期的な使用には議論があり、医療専門家の間でも重要な論争の焦点である。長期使用による問題の性質や重症度によって、各国の専門家の間でさまざまな見解があり、一部の専門家も長期使用に対し疑問を呈している。特に英国では政治論争となっており、長期使用については1980年代と1990年代で最大の集団訴訟の対象となった。医療官僚や政府による隠蔽の疑惑もある。
複数の研究結果を分析したメタアナリシスは、ベンゾジアゼピンの使用が認知症のリスク増加に結びついていることを見出している。

## 背景
1961年にベンゾジアゼピンが登場した際には、それは広く安全であるという考えが広まったが、長期使用による副作用の増加が顕著であることが知られるようになった。当初は大衆に広く受け入れていられたが、徐々に幅広く大衆に適用しないことや、厳密な医療ガイドラインの規制におかれることが求められるようになった。ベンゾジアゼピン問題の主題は、短期使用よりも長期使用関連に置かれている。特に高用量において、ベンゾジアゼピンの長期使用の有害性に関する証拠が増加している。英国保健省は、長期的なベンゾジアゼピン服用者は、少なくとも3ヶ月毎に監査されるべきと勧告している。またベンゾジアゼピン乱用について、有効性に関する証拠の欠如と長期的な利用リスクのため、長期間の服用を推奨していない。ベンゾジアゼピンの長期的影響は、アルコールの長期的影響（臓器毒性を除く）や、他の鎮静催眠剤のものと非常によく似ている。離脱の影響と依存性については、それらとほぼ同様である。
英国王立精神医師会（The Royal College of Psychiatrists）による1987年の報告書では、ベンゾジアゼピンの長期使用について、いかなる利益よりも、長期間の使用による危険のほうがはるかに上回っている可能性が高いことが報告された。しかしながら、ベンゾジアゼピンは依然として広く処方されている。ベンゾジアゼピンを広範囲に処方し続ける社会経済コストは高くついている。
ベンゾジアゼピンの長期的影響には、脱抑制、集中力や記憶力の低下、抑うつ、性的機能不全がある。ベンゾジアゼピンの長期的影響は急性投与時の副作用とは異なることがある。長期的影響に関する懸念は1980年以降から起こっている。これらの懸念はまだ完全には答えられていない。ベンゾジアゼピンと非ベンゾジアゼピン睡眠薬に関する文献調査では、睡眠薬の長期使用については更なる調査が求められるとされている。がん患者を対象とした調査では、抗不安薬や睡眠薬の服用者は、症状の悪化などクオリティ・オブ・ライフが大幅に低いと結論付けられている。
疲労、不眠、痛み、呼吸困難、便秘などの症状が、抗不安薬や睡眠薬を服用しない者に比べて悪化していた。ゆっくりとした減薬を行って睡眠薬治療の中止に成功し、6ヶ月間のベンゾジアゼピンの断薬を続けた患者の多くが、深刻な不眠や不安から開放され、ストレスが減り、6ヵ月後の調査にて健康が向上したと答えている。

## 精神と肉体の健康
長期のベンゾジアゼピンの使用は、6ヶ月以上になると身体的、精神的な健康の悪化をもたらす。徐々の漸減を終えた後、3〜6ヶ月後には精神的、身体的に大幅に健康状態が改善された。ある研究では、徐々に睡眠薬から離脱した患者は断薬6ヶ月後に深刻な不眠・不安に見舞われることは少なくなり、ストレスが少なくなり健康の全般的な改善を感じた。睡眠薬を服用し続けた人々では、不眠、不安、健康状態に改善がなかった。
この研究により、ベンゾジアゼピンから離脱した人は、医療と精神福祉サービスの利用の減少が示された。
パニック障害、社会不安障害などの不安障害のために精神福祉サービスを利用している人の約半数が、アルコール依存症またはベンゾジアゼピン依存症が原発性疾患だと思われた。幾つかの不安障害では、既存の疾患はアルコール依存症またはベンゾジアゼピン依存症であったが、アルコールとベンゾジアゼピンは、さらにそれらの不安障害を継続させたり徐々に悪化させた。アルコールやベンゾジアゼピン依存症の患者は、自身の精神疾患をそのままにするか、断薬して回復するかを提示された時に、アルコールやベンゾジアゼピンを断薬することを選んだ。
特筆すべきことは、すべての個人はアルコールや鎮静薬についてそれぞれ違った敏感度があり、ある患者が病状なしに耐性を持つ量は、他の患者では病状が現れたり、適切な飲酒であっても反跳性不安や睡眠障害をもたらすことがあったことである。
アルコールやベンゾジアゼピンの害に苦しんでいる人は、それら根本の原因に対処しなければ、他の治療や薬物による利益を得ることはできない。ベンゾジアゼピン依存症からの回復は、アルコール依存症からの回復よりもずっと時間がかかるが、人々は以前の健康を取り戻すことができる。
ベンゾジアゼピン系鎮静薬についての文献上の調査では、それらの薬物は個人や公衆衛生に対して許容できないリスクをもたらすと結論づけた。これらのリスクには薬物依存症、事故、その他の副作用がある。徐々の鎮静薬の断薬が睡眠の質を悪化させずに健康の改善につながる。
ベンゾジアゼピン離脱クリニックに参加した50人の患者での研究によれば、長期間のベンゾジアゼピン使用は、幅広い精神的・身体的な障害をもたらしていた。数年間の慢性服用患者では様々な精神的・身体的な問題を抱えていた。それらは広場恐怖症・過敏性腸症候群、知覚異常、不安の募り、パニック発作などで、既存の疾患ではなかった。長期的なベンゾジアゼピンの使用により誘発された精神的・身体的健康症状は、年単位の徐々のゆっくりとした断薬完了時に大幅に改善した。
50人の患者は、事前の診断では多発性硬化症と誤って診断されており、それらの症状は慢性的なベンゾジアゼピン使用によってもたらされていた。10人の患者はオーバードーズ状態だったが、既存の疾患がうつ状態であったのは2人だけであった。年単位の離脱により、離脱後にはオーバードーズする患者はいなくなった。
多くの患者について精神的・身体的な健康悪化の原因は、定常的に服用していたところに耐性の強化によって離脱症状が悪化したためだという説が提示された。
もう一つの説では、慢性的なベンゾジアゼピン服用が毒性を出現させ、長期のベンゾジアゼピン服用者について精神的な病状を引き起こすと言われている。

## 認知機能
複数の研究結果を分析したメタアナリシスは、ベンゾジアゼピンの使用が認知症のリスク増加に結びついていることを見出している。
個別の研究では反対の知見も得られているが、上述したものが様々な研究結果を探索したものである。ベンゾジアゼピンの短期使用は、認知症やアルツハイマー病のリスクを少し増大させるが、長期使用はリスク増加に関連付けられていないと見解から、短期使用とリスク増大の関連は、前駆症状の治療を表した可能性が示唆されると解釈している。

## 政治論争
1980年の英国医学調査委員会では、ベンゾジアゼピンの長期使用の影響について研究することが推奨された。2009年の英国政府の国勢調査において、ベンゾジアゼピンの長期使用の影響についての研究が推奨された。英国保健省の立場では、医師がベンゾジアゼピンの長期使用に関連する問題と、薬物依存の危険性について、認識を深めるようあらゆる努力を行うとしている。
1980年には、英国医薬品・医療製品規制庁(MHRA)の医薬品安全性委員会(en:Committee on the Safety of Medicines)において、ベンゾジアゼピンを短期的な使用に制限するようガイダンスを行い、1988年にはそれらの警告を強化する方向に改定された。